# جبل القفزة
جبل القفزة (بالإنجليزية: Mount Precipice)‏ هو جبل يقع إلى الجنوب الشرقي من مدينة الناصرة، وله قمّتان متقابلتان، يبلغ ارتفاعه 397 م فوق سطح البحر، يطل على مرج ابن عامر وجبل طابور إلى الشرق. تعود تسمية الجبل لاعتقاد سكان الناصرة في عهد السيد المسيح، بأنه الجبل الذي حدثت فيه عجيبة اختفاء السيد المسيح حين قفز عنه واختفى من بينهم عندما لاحقوه.
ذكر هذا الجبل في العهد الجديد في (لوقا 4 : عدد 29-31) " فقاموا وأخرجوه خارج المدينة وجاءوا به إلى حافة الجبل الذي كانت مدينتهم مبنية عليه حتى يطرحوه إلى أسفل. أما هو فجاز في وسطهم ومضى وانحدر إلى كفر ناحوم مدينة من الجليل." وهو جبل صخري وبه آثار لدير قديم من العصور الوسطى، منحوته في الصخر. كما يوجد أيضاً بقايا بركة وقبور منحوتة في الصخر.ولقد اكتشفت الكنيسة القائمة عليه منذ العهود القديمة. لقد بنيت هذه الكنيسة أو هذا الدير تكريماً للسيدة العذراء وسميت «سيدة الخوف» ربما لأنها خافت على إبنها عندما اختفى، ولا يعرف إذا كان هذا الدير يمت إلى جبل القفزة بصلة.
في أوائل القرن التاسع لم يكن في الناصرة غير كنيسة واحدة خدم فيها 12 راهباً فقط. في نفس الوقت الذي خدم فيه 8 راهبات في دير جبل القفزة. أما في الحقبة الصليبية فلقد كتب بطلوس (1145): على بعد 1600 متر من الناصرة يوجد جبل يسمى «جبل القفزة». ولقد ذكر هذا الجبل من أغلبية السياح الذين زاروه بالرغم من وعورة الطريق ومن بعده عن الناصرة، ولكنهم قالوا: جاء في الإنجيل «ظهر الجبل المبنية عليه مدينتهم» وهذا القول لا يتلائم مع جبل القفزة، فجبل القفزة يواجه أو يقابل المدينة ويبعد عنها. لكن كواريسميو (1620) أعطى تفسيراً لذلك بقوله:«كلمة الجبل» ليس المقصود بها الجبل المبني عليه مدينتهم الناصرة وإنما ضواحيها. ولقد قال باجيتي بعد الحفريات الجديدة في سنة 1954 عن الناصرة بأنها كانت مدينة منثورة على تلة صغيرة إلى الشمال من كنيسة البشارة. وقيل عن المسيح، بأن أهل الناصرة حسدوه على حدّة ذكائه ونضوج عقله ولذلك أرادوا قذفه إلى الهاوية لكنه اختفى من أمامهم.
وفي اعقاب هذه التساؤلات والشكوك، أصبح الاهتمام يقل بهذا الجبل، كما توقفت المسيرة السنوية التي كان ينظمها الآباء الفرنسيسكان إلى هذا الجبل منذ عام 1970، حيث كان يسير وجهاء المدينة وجمع كبير من الكهنة والشعب على الاقدام في طرق وعرة لكي تقام الصلوات على قمة هذا الجبل الذي قدسه كل مسيحي في العالم.
كانت طائفة اللاتين يبتهجون بعيد جبل القفزة وكان الرهبان والاهالي يعدون العدة مسبقاً، فيحضرون المأكولات والفاكهة والنقولات ويوزعونها على الاهالي ويسيرون إلى الجبل في يوم الاثنين الذي يقع بعد الأحد الثالث من الصوم.
اما الروم والمسكوب الذين يكثر عددهم في عيد البشارة في 25 آذار شرقي وكانوا يزورون القفزة في هذا اليوم.
وفي أيام الصليبيين قيل بأن آثار اقدام وايدي المسيح كانت مطبوعة على صخرة هناك عندما امسك بها حتى لا ينزل إلى الهاوية. ولقد اكد هذا بروكهارد من جبل صهيون في سنة (1283) حين قال بأنه رأى علامات جسد المسيح وملابسه مطبوعة في ذلك المكان لكن احداً لم يثبت هذا القول.
في الجهة الغربية من الجبل يوجد مغارة استعملت كمنسك وعليها بنيت كنيسة العذراء، ولقد دارت الاقاويل حول هذه المغارة بانها استعملت كملجا لمريم ويسوع عند هروبه من الجبل بعد أن لحقه أهل المدينة.
وفي أعلى الوادي بين القمتين توجد «بلاطة العروس» التي ترتفع عن سطح البحر (1290) فدما و500 فدما فوق مرج ابن عامر.
يقال بان اسم جبل القفزة يطلق فقط على إحدى قمم هذا الجبل وهي القمة الغربية وهي منخفضة قليلا عن القمة الأخرى المقابلة لها والعمودية الشكل والتي تقوم الكنيسة عليها.
ويقول كاستون دي هاردي بان الرهبان الفرنسيسكان جددوا كنيسة سيدة الرجفة سنة (1888).
هذا المقال من كتاب تاريخ الناصرة للمؤرخة نهى زعرب قعوار